# Torrenticnemis
Torrenticnemis is een geslacht van libellen (Odonata) uit de familie van de Breedscheenjuffers (Platycnemididae).

## Soorten
Torrenticnemis omvat 1 soort:
- Torrenticnemis filicornis Lieftinck, 1949